# William Wallace (Philosoph)
William Wallace (* 11. Mai 1844 in Cupar; † 18. Februar 1897) war ein schottischer Philosoph.
Er studierte an der University of St Andrews und ab 1864 am Balliol College in Oxford. 1872 wurde er Fellow am Merton College in Oxford und 1882, als Nachfolger von Thomas Hill Green, Professor der Moralphilosophie.
Wallace ist insbesondere durch seine Hegel-Übersetzungen und Hegel-Interpretation bekannt geworden. Er fand eine nahe Verwandtschaft der Positionen von Hegel und Charles Darwin.
Er starb bei einem Fahrradunfall.

## Werke
- The Logic of Hegel. 1873
- Epicureanism. 1880
- Kant. 1882
- Life of Arthur Schopenhauer. 1890
- Hegel's Philosophy of Mind
- Lectures and Essays on Natural Theology and Ethics